# TRF 15th Anniversary TOUR -MEMORIES- 2007
『TRF 15th Anniversary TOUR -MEMORIES- 2007』は、TRFが2007年10月9日から12月20日まで開催した全国ツアー。15周年を記念して行われた。
ETSUが気管支ぜんそく重積発作を起こし、自宅療養が必要となるため、ツアーを延期することになった。延期された公演は10月19日のZepp Fukuoka公演、21日のZepp Osaka公演。それぞれ12月に振替公演が実施された。
映像作品はDVDとして、最終日から約4か月後の2008年4月23日にリリースされた。

## 開催日・会場
- 2007年10月19日(金) Zepp Fukuoka (延期 12月14日(金))
- 2007年10月21日(日) Zepp Osaka (延期 12月20日(木))
- 2007年11月9日(金) Zepp Tokyo
- 2007年11月16日(金) Zepp Sendai
- 2007年11月25日(日) Zepp Nagoya
- 2007年12月1日(土) Zepp Sapporo
- 2007年12月7日(金) Zepp Tokyo

## セットリスト
1. We are all BLOOMIN'
2. masquerade
3. 寒い夜だから・・・
4. Overnight Sensation〜時代はあなたに委ねてる〜
5. ISLAND ON YOUR MIND
6. Frame
7. FUNKY M
8. BILLIONAIRE
9. iNNOVATiON
10. Unite! The Night!
11. Love & Peace Forever
12. LEGEND OF WIND
13. DJ
14. ENGAGED '06
15. JOY
16. THIS IS THE JOY
17. BRAND NEW TOMORROW
18. CRAZY GONNA CRAZY〜EZ DO DANCE
19. Where to begin

ENCORE
1. GOING 2 DANCE
2. BOY MEETS GIRL
3. survival dAnce〜no no cry more〜
4. WORLD GROOVE

## 映像作品
- 『COMPLETE BEST LIVE from 15th Anniversary Tour -MEMORIES- 2007』（2008年4月23日）
  - AVBD-91515